# Kogazyna
Kogazyna – produkt będący frakcją z destylacji produktów zgazowania węgla, mieszanina węglowodorów składająca się głównie z parafinowych węglowodorów nasyconych i do 9% węglowodorów nienasyconych. Zawiera w cząsteczce 13–18% atomów węgla. Temperatura wrzenia wynosi od 230 do 320 0C.
Cenny surowiec chemiczny, dawniej używany jako olej napędowy, obecnie jest stosowany do syntezy środków piorących i zwilżających, a niekiedy do uszlachetnienia paliw silnikowych.